# Nemeška
Nemeška (mađ. Nemeske) je selo u južnoj Mađarskoj.
Zauzima površinu od 10,57 km četvornih.

## Zemljopisni položaj
Nalazi se na 46° 1' sjeverne zemljopisne širine i 17° 43' istočne zemljopisne dužine. Seđuđ je 2 km sjeverno, Molvan je 2 km istočno, Obolj je 3,5 km istočno, Kistamási je 200 m južno, Petan je 1,5 km jugozapadno, Kisdobsza je 3 km zapadno-sjeverozapadno, Dopsa je 5,5 km zapadno-sjeverozapadno.

## Upravna organizacija
Upravno pripada Sigetskoj mikroregiji u Baranjskoj županiji. Poštanski broj je 7981. 

## Povijest
Za povijest ovog sela su bile važne plemićke obitelji Zrinskih i Batthyány.

## Promet
Sjeverno od sela prolazi željeznička prometnica Velika Kaniža-Pečuh. Ondje se nalazi i željeznička postaja Nemeška.

## Stanovništvo
Nemeška ima 298 stanovnika (2001.). Većina su Mađari, a ima oko 4% Roma. Više od pola stanovnika su izjašnjeni kao rimokatolici, a nešto manje od šestine su kalvinisti.

## Vanjske poveznice
- Nemeška na fallingrain.com